# Wolfgang Peters (Kanute)
Wolfgang Peters (* 3. Juli 1948 in Schwerte) ist ein ehemaliger deutscher Kanuslalom-Sportler. Von 1967 bis 1973 wurde er insgesamt dreimal Weltmeister, einmal Vizeweltmeister und zweimal Bronzemedaillen-Gewinner.
Peters wuchs in Schwerte auf und feierte seine ersten Erfolge mit dem Kanu-Verein Schwerte. Er wurde insgesamt 25-facher Deutscher Meister in der Bootsklasse Slalom-Einer-Canadier (C1) und Zweier-Canadier (C2-Team). 1967 gewann er als 19-Jähriger gegen die starke Ostblockkonkurrenz überraschend in Lipno (ČSSR) den WM-Titel und mit der Mannschaft mit Otto Stumpf und Harald Cuypers die Bronzemedaille. 1969 wiederholte er den Einzeltitel in Bourg St. Maurice (Savoyen) und wurde mit der Mannschaft (Reinhold Kauder/Harald Cuypers) ebenfalls Weltmeister.  Die Weltmeisterschaften 1971 in Meran schloss er mit dem 4. Platz und der Silbermedaille im Mannschaftsrennen C1 mit Reinhold Kauder und Harald Cuypers ab. Er erhielt zweimal das Silberne Lorbeerblatt für seine Leistungen.
Bei den Olympischen Spielen 1972 startete er als einer der Favoriten im Augsburger Eiskanal, da er seit 1971 in Augsburg wohnte, kam aber auf den für ihn enttäuschenden 5. Platz.  Bedingt durch den Wegfall des Kanuslalom aus dem olympischen Programm (erst seit 1992 wieder im Programm) und der beruflichen Selbständigkeit beendete Peters 1974 seine internationale Sport-Laufbahn. Er zählt zu den erfolgreichsten deutschen Kanuten. 1974 eröffnete er ein Sportfachgeschäft in Schwerte, welches er bis 1993 betrieb. Seine beiden Kinder Violetta Oblinger-Peters (* 1977) und der jüngere Yves Peters sind ebenfalls im Kanuslalom aktiv. Seit 1993 ist er als Berater für den Einzelhandel bundesweit selbständig tätig.